# إدوارد جورج بريتون موس
إدوارد جورج بريتون موس هو محامي وكاتب وسياسي نيوزيلندي، ولد في 1856، وتوفي في 9 مارس 1916. انتخب عضو مجلس النواب النيوزيلندي ‏.